# Гай Каніній Ребіл (консул-суфект 12 року до н. е.)
Гай Каніній Ребіл (55 — 12 роки до н. е.) — політичний діяч ранньої Римської імперії, консул-суфект 12 року до н. е.

## Життєпис
Походив з плебейського роду Канініїв. Син Гая Канінія Ребіла, консула-суфекта 45 року до н. е. У 22 році до н. е. став членом колегії квіндецемвирів священнодійства. У 17 році до н. е. взяв участь у Секулярних іграх у Римі. У 12 році до н. е. став консулом-суфектом, але незабаром помер.

## Родина
- Гай Каніній Ребіл, консул-суфект 37 року н.е.